# ギブズ・デュエムの式
ギブズ-デュエムの式（英: Gibbs–Duhem equation）とは、熱力学的な系において化学ポテンシャルの変化量に対して成り立つ関係式のことである。二人の物理学者、ウィラード・ギブズとピエール・デュエムに由来する。
{\displaystyle \sum _{i}N_{i}\mathrm {d} \mu _{i}=-S\mathrm {d} T+V\mathrm {d} p\,}
ここでNi は成分iの粒子数、pは圧力、Vは体積、Tは絶対温度、μiは成分iの化学ポテンシャル、Sはエントロピーである。示強性変数p, T, μiを完全に独立に変化させることはできず、この式を満たすようにしか変化できない。
特に定温・定圧下では以下のような簡単な形になる。
{\displaystyle \sum _{i}N_{i}\mathrm {d} \mu _{i}=0\,}

## 式の導出
全ての熱力学的エネルギーは示量性を示す。ギブズエネルギーもまた同様であるが、この関数はp, T, Niという変数を持つ。
{\displaystyle G(p,T,N_{1},N_{2},\dots ,N_{c})\,}
p, Tは系を分割しても状態量が変わらない示強性変数であるが、Niは示量性変数である。そこでこの時、粒子数Niをn倍した系を考えると、ギブズエネルギーの1次同次性より、次式が成立する：
{\displaystyle G(p,T,nN_{1},nN_{2},\dots ,nN_{c})=nG(p,T,N_{1},N_{2},\dots ,N_{c})\,}
この両辺をnで微分し、n = 1を代入すると
{\displaystyle G(p,T,N_{1},N_{2},\dots ,N_{c})=\sum _{i}N_{i}\left({\frac {\partial G}{\partial N_{i}}}\right)_{p,T,N_{j}\,(j\neq i)}\,}
となる。化学ポテンシャルの定義μi ≡ (∂G/∂Ni)を代入することで
{\displaystyle G=\sum _{i}\mu _{i}N_{i}\,}
{\displaystyle \therefore \mathrm {d} G=\sum _{i}\mu _{i}\mathrm {d} N_{i}+\sum _{i}N_{i}\mathrm {d} \mu _{i}\,}  …(1)
を得る。また、ギブズエネルギーの定義から
{\displaystyle G=H-TS\,}
{\displaystyle \therefore \mathrm {d} G=\mathrm {d} H-T\mathrm {d} S-S\mathrm {d} T=-S\mathrm {d} T+V\mathrm {d} p+\sum _{i}\mu _{i}\mathrm {d} N_{i}\,}  …(2)
である。式(1)、(2)は等しいことから、ギブズ-デュエムの式を得る。